# Slag om Tarentum (212 v.Chr.)
De Slag bij Tarentum was een veldslag in de Tweede Punische Oorlog in maart van het jaar 212 voor Christus.

## Achtergrond
Na de opstand van Capua tegen de Romeinen, die volgde op hun verlies tegen Hannibal bij Cannae in 216 v.Chr., wachtten de Romeinen al een tijd op een kans om de stad aan te vallen. Hannibal had Capua als zijn winterhoofdkwartier gekozen, met als gevolg dat de nabijheid van zijn troepen de Romeinen ontmoedigde. Toen Hannibal in 212 v.Chr. werd opgeroepen naar Tarentum, zagen de Romeinen een kans om toe te slaan. Hannibal hoopte op een groot genoeg succes om het verlies van Capua te rechtvaardigen, aangezien zijn aandacht al lang naar de rijke stad Tarentum in Zuid-Italië uitging.

## De Tarentijnse haat jegens Rome
Hannibal stond in contact met een groep Tarentijnse burgers die ontevreden waren over de Romeinse overheersing. Eerdere pogingen van de inwoners van Tarentum om zich van de Romeinen te bevrijden waren echter verijdeld door de voorzorgsmaatregelen van de Romeinse commandant van Brundisium. Hij nam effectieve maatregelen ter verdediging van de stad en gebruikte enkele potentiële ontevredenen als gijzelaars, om zo de rest van de bevolking onder controle te houden. Toen deze gijzelaars later probeerden te ontsnappen, werden velen van hen betrapt en veroordeeld door de zogeheten quaestores parricidii om van de Tarpeïsche Rots te worden geworpen. Deze actie wekte de woede van de inwoners van Tarentum, die contact met Hannibal opnamen.
Er werd een samenzwering gevormd door een groep van ongeveer dertien jonge aristocraten onder leiding van de twee Tarentijnen Philemenus en Nico. Ze reisden in het geheim ‘s nachts naar het kamp van Hannibal en onderhandelden over de voorwaarden voor het verraad van Tarentum. Zodat dit niet opviel bij de inwoners van Tarentum, deden ze alsof ze gingen jagen en brachten na elk bezoek jacht mee. De bewoners argwaanden ook het feit dat ze ‘s nachts vertrokken niet, omdat ze dachten dat ze dit uit angst voor de Carthagers deden. Met Hannibal werd afgesproken dat de stad vrijheid van bestuur kreeg en niet mocht worden gelegerd. Ook zouden de Romeinse bezettingstroepen na het verraad in bezit van de Carthagers zijn.

## De inname van Tarentum
Hannibal had 8.000 infanteristen en 2.000 cavaleristen voor de inname van de stad uitgekozen, en leidde hen in stilte naar de stad. Philemenus leidde 1.000 Libische soldaten van Hannibals troepen naar een poort die hij gewoonlijk gebruikte voor zijn jachttochten, terwijl Hannibal zelf met de rest van de infanterie naar de Temenitis-poort marcheerde. De 2.000 cavaleristen werden in reserve gehouden om het succes te benutten of de terugtocht te dekken. Philemenus en zijn mede-samenzweerders lieten zich bij de stadspoort binnen, verrasten de bewakers, doodden hen en openden de poort. De Libiërs stroomden de stad binnen en vochten zich een weg naar het Forum. Tegelijkertijd doodde een andere groep samenzweerders de bewakers bij de Temenitis-poort en liet ook Hannibals troepen de stad binnen. Ze marcheerden naar het Forum en veroverden het, waarna Hannibal tweeduizend Galliërs door de stad stuurde stuurde om druk bezochte wegen in te nemen. Deze tweeduizend Galliërs waren in drie delen opgedeeld, en per groep door twee Tarentijnse gidsen begeleid.
Marcus Livius, de gouverneur-generaal van de stad, stond bekend als een bekwame soldaat maar werd beschouwd als een man van decadente en luie gewoonten. Op de avond van Hannibals aanval was hij overladen met eten en wijn tijdens een feest met vrienden. Hij werd pas midden in de nacht gewekt door Romeinse trompetten, toen Hannibal en 10.000 soldaten de stad al hadden ingenomen. Veel Romeinse soldaten, die dronken waren of sliepen, werden genadeloos afgeslacht door de Carthagers. Hannibal hield zijn troepen onder controle, zodat plunderingen werden beperkt tot huizen van de Romeinen. Hannibal had de Tarentijnen namelijk opgedragen om hun naam op hun deur te zetten, zodat zij gespaard bleven. Marcus Livius en zijn overlevende troepen hielden stand in de citadel, waar ze de Carthagers gedurende de oorlog tegenhielden. Desondanks was de stad verloren.
De Romeinen reageerden op de inname door het volledige garnizoen van Metapontum te sturen ter versterking van de verdedigers van de citadel. Dit leidde echter tot het overlopen van Metapontum. Hannibal probeerde de citadel van Tarentum door directe aanval in te nemen, maar dit mislukte. Vervolgens toonde hij de Tarentijnen hoe ze hun galeien naar zee konden slepen, waardoor ze de citadel over zee konden blokkeren.
Alle Zuid-Italische Griekse steden behalve Rhegium waren nu in handen van Hannibal.

## Nasleep
Hannibal versterkte zijn positie in Zuid-Italië, maar keerde snel om toen hij hoorde dat de Romeinen Capua belegerden. Slechts enkele dagen na de verovering van Tarentum stond hij voor de poorten van Capua, waar de belegerende legers tijdelijk werden teruggedrongen in de Eerste Slag om Capua. Op dat moment leek Hannibal onverslaanbaar, gesteund door bondgenoten in Zuid-Gallië en heersend over Zuid-Italië en Iberië. Steden zoals Syracuse op Sicilië kwamen ook in opstand, en Hannibal verwachtte steun van koning Filips V van Macedonië, hoewel die steun nooit kwam. Ondanks zijn vroege successen waren Hannibals triomfen van korte duur. De Romeinen ondernamen al snel een tweede belegering van Capua en namen de stad het volgende jaar in na de Tweede Slag om Capua. In 209 v.Chr. heroverde Quintus Fabius Maximus Verrucosus Tarentum door verraad, en in de daaropvolgende jaren kwam Scipio Africanus op de voorgrond in de Romeinse militaire campagnes. Door Hannibals tactieken te imiteren, behaalde deze Scipio uiteindelijk de overwinning op Carthago in de Tweede Punische Oorlog.